# 船橋市消防団
船橋市消防団（ふなばしししょうぼうだん）は千葉県船橋市にある公的市民防災組織。船橋市消防局警防指令課管下の組織。

## 概要
- 2009年（平成21年）4月現在、1団20分団59班、720名で編成されている。
- 地位は特別職公務員で年間報酬が若干だが支給されるほか、災害派遣手当が支給される。
- 連絡先は船橋市消防局警防指令課　消防団係

| - 第1方面隊 - 第1分団 - 第2分団 - 第3分団 - 第4分団 - 第5分団 - 第6分団 | - 第2方面隊 - 第7分団 - 第8分団 - 第9分団 - 第10分団 - 第11分団 | - 第3方面隊 - 第12分団 - 第13分団 - 第14分団 - 第15分団 - 第20分団 | - 第4方面隊 - 第16分団 - 第17分団 - 第18分団 - 第19分団 |

## 沿革
- 1947年（昭和22年） - 消防団令公布に基づき船橋警防団を改め、船橋消防団として11分団、860名で発足
- 1976年（昭和51年） - 第五回全国消防操法大会ポンプ車の部で、第15分団1班が優勝

## 活動
消防団の活動は主に平常業務と災害出動に分けられる。

### 平常業務
平常業務では火災予防活動、警戒警備活動、教育訓練活動［小学校の防火教室、町会等での防災訓練指導、応急救護指導、災害図上演習など］、器機庫・車両・機械器具点検を実施している。

### 災害出動
災害出動では火災、風水害、地震、崖崩れ、行方不明者の捜索、大規模災害時等の避難誘導を行う。